# Домбровский, Кирилл Иванович
Кири́лл Ива́нович Домбро́вский (6 июня (19 июня) 1913, Москва — 12 апреля 1997, там же) — советский кинорежиссёр и сценарист научно-популярного кино, писатель-фантаст.

## Биография
Родился 19 июня 1913 года в Москве в творческой семье. В 1936 году окончил архитектурный рабфак. С 1942 года работал в кино. Основное внимание уделял фильмам, популяризующим точные науки. Наиболее значимые работы созданы режиссёром на студии «Центрнаучфильм». Автор изобретений в области кинотехники, экспериментатор панорамных, вариоскопических/поликадровых и кругорамных систем кинематографа.
Лауреат Ломоносовской премии за фильм «Человек и атом» (1965).
Член Союза кинематографистов СССР (Москва).
Известен повестями для детей: «Про Луну и про ракету», «Остров неопытных физиков», «Серые муравьи» и другими. Был переведён и издавался на других языках.
Похоронен у стен Донского монастыря в Москве.

### Семья
- Отец — Иван Грацианович Домбровский, художник. В 1925 году эмигрировал в США, где был известен под именем Джон Д. Грэхем как основоположник абстрактного экспрессионизма.
- Мать — Екатерина Александровна Домбровская, урожденная Микулина, художница.
- Сестра — Мария Ивановна Домбровская, скульптор.
- Жена — Елизавета Александровна Игнатович (1903—1983), известный советский фотокорреспондент[1].
- Дядя со стороны матери — Николай Егорович Жуковский.

## Фильмография

### Режиссёр
- 1943 — Планетарная трансмиссия
- 1954 — Солнечное затмение (совм. с С. Рейтманом)[5]
- 1955 — Глазами кино (совм. с С. Рейтманом)[6]
- 1957 — Кинопанорама
- 1958 — Автоматы в космосе
- 1959 — Земля — Луна
- 1960 — Освоение космоса
- 1961 — Во имя человека
- 1961 — Оптические приборы
- 1964 — Полёт Быковского и Терешковой
- 1964 — Утро космической эры
- 1965 — Человек и атом[7]
- 1966 — Атом для мира
- 1967 — Космическая стрела
- 1974 — От АМО (Автомобильное машиностроительное объединение) до Камаза
- 1975 — Взгляд из космоса
- 1977 — Семёнов Тянь-Шанский[8]

### Сценарист
- 1954 — Солнечное затмение
- 1955 — Глазами кино (совм. с Г. Григорьевым)
- 1960 — Освоение космоса
- 1961 — Во имя человека (совм. с В. Крепсом)
- 1961 — Оптические приборы
- 1961 — Голоса Вселенной
- 1974 — От АМО (Автомобильное машиностроительное объединение) до Камаза (совм. с А. Микулиным)
- 1975 — Взгляд из космоса (совм. с Б. Коноваловым)

## Книги
- Домбровский К. И. Внимание… съёмка!. — М.: Детгиз, 1959. — 176 с.
- Домбровский К. И. Про Луну и про ракету. — М.: Детгиз, 1961. — 95 с.
- Домбровский К. И. Остров неопытных физиков. — М.: Детская литература, 1966. — 192 с.
- Домбровский К. И. Серые муравьи. — М.: Детская литература, 2010. — 480 с.
- Домбровски К. За месечината и за ракетата (макед.) / Прев. од рус.: Ксенија Гавриш. — Скопје: Кочо Рацин, 1962. — 24 с.